# Telengici

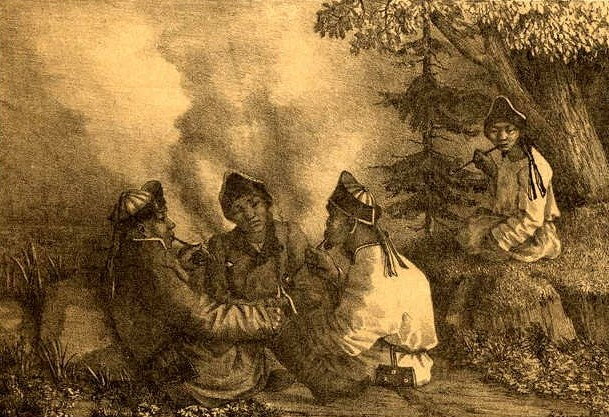

Telengici (ros. Теленгиты, nazwa własna Телесы – Telesy) – niewielka turecka grupa etniczna, zamieszkujący w górach Ałtaju, w południowej Syberii (Rosja), w autonomicznej Republice Ałtaju, głównie w rejonach kosz-agackim i ułagańskim.
Według wyników spisu powszechnego w 2002 r. Federację Rosyjską zamieszkiwało 2399 Telengitów.